# Pep Guardiola
Josep Guardiola Sala (sinh ngày 18 tháng 1 năm 1971), hay thường gọi là Pep Guardiola (phát âm tiếng Catalunya: [ˈpɛb ɡwəɾðiˈɔlə]), là một huấn luyện viên và cựu cầu thủ bóng đá chuyên nghiệp người Tây Ban Nha hiện đang dẫn dắt câu lạc bộ Premier League Manchester City. Guardiola cùng với Luis Enrique (người giành cú ăn ba với PSG năm 2025) là hai huấn luyện viên duy nhất giành được cú ăn ba lục địa hai lần, huấn luyện viên trẻ nhất vô địch UEFA Champions League, và ông cũng giữ kỷ lục về số trận thắng liên tiếp nhiều nhất ở La Liga, Bundesliga và Premier League. Ông được coi là một trong những huấn luyện viên xuất sắc nhất mọi thời đại.
Guardiola là một tiền vệ phòng ngự thường chơi ở vai trò tiền vệ lùi sâu. Ông đã dành phần lớn sự nghiệp của mình cho Barcelona, thành lập một phần của Dream Team của Johan Cruyff đã giành chức vô địch Cúp C1 châu Âu đầu tiên của câu lạc bộ năm 1992, và bốn Chức vô địch giải VĐQG Tây Ban Nha liên tiếp từ 1991 đến 1994. Ông là đội trưởng của đội từ năm 1997 cho đến khi rời Barcelona vào năm 2001. Ông ra sân 47 lần cho Đội tuyển bóng đá quốc gia Tây Ban Nha và ra sân tại FIFA World Cup 1994, cũng như tại UEFA Euro 2000. Ông cũng chơi các trận giao hữu cho đội tuyển Morocco.
Sau khi giải nghệ, Guardiola có thời gian ngắn quản lý Barcelona B , đội mà ông đã giành được một chức vô địch Tercera División. Ông dẫn dắt đội một vào năm 2008. Trong mùa giải đầu tiên, ông đã dẫn dắt Barcelona giành được Cú ăn ba lục địa gồm La Liga, Copa del Rey và UEFA Champions League, trở thành huấn luyện viên trẻ nhất vô địch giải đấu cuối. Ông được vinh danh là FIFA World Coach of the Year vào năm 2011 sau khi dẫn dắt câu lạc bộ đến một cú đúp La Liga và Champions League khác trong mùa giải 2010–11. Guardiola kết thúc 4 năm gắn bó với Barcelona vào năm 2012 với 14 danh hiệu, kỷ lục câu lạc bộ.
Sau một thời gian nghỉ phép, Guardiola gia nhập Bayern Munich vào năm 2013 và vô địch Bundesliga trong ba mùa giải, bao gồm hai cú đúp quốc nội. Ông đến Manchester City vào năm 2016 và dẫn họ đến chức vô địch Premier League trong mùa giải thứ hai, phá vỡ nhiều kỷ lục trong nước, khi đội trở thành đội đầu tiên đạt 100 điểm trong một mùa giải. Ông đã dẫn dắt Man City đến cú ăn ba quốc nội ở mùa 2018–19, chung kết Champions League đầu tiên của họ trong mùa 2020–21 và danh hiệu Champions League đầu tiên của họ như một phần của cú ăn ba châu lục khác ở mùa giải 2022–23.

## Sự nghiệp câu lạc bộ

### 1988–2001: Barcelona
Sinh ra ở Santpedor, Barcelona, Catalonia, Guardiola gia nhập La Masia lúc 13 tuổi từ Gimnàstic de Manresa và thăng tiến trong lò đào tạo trẻ của Barcelona trong sáu năm, lần đầu ra mắt vào năm 1990 trước Cádiz. Như nhà báo Phil Ball viết trên Morbo,
Trong tuần đầu tiên ở câu lạc bộ, Johan Cruyff xuất hiện không báo trước tại Mini Estadi, một địa điểm nằm ngay gần Camp Nou mà Barcelona B từng sử dụng. Ngay trước giờ nghỉ giữa hiệp, ông đi vào khu vực sân tập và hỏi Charly Rexach, quản lý đội trẻ lúc bấy giờ, tên của cậu bé trẻ đang chơi ở cánh phải hàng tiền vệ. "Guardiola – cậu bé tốt," câu trả lời vang lên. Cruyff phớt lờ nhận xét đó và bảo Rexach xếp cậu ta vào trung lộ trong hiệp hai, chơi ở vị trí pivot. Đó là một vị trí khó thích nghi và không được nhiều đội ở Tây Ban Nha sử dụng vào thời điểm đó. Nhưng Guardiola đã thích nghi vị trí mới ngay lập tức, như Cruyff đã suy đoán và khi chuyển đến đội một vào năm 1990, ông trở thành trụ cột của Dream Team.

Guardiola trở thành cầu thủ thường xuyên của đội một vào mùa giải 1991–92, và khi mới 20 tuổi đã là nhân tố quan trọng của đội bóng vô địch La Liga và European Cup. Tạp chí Guerin Sportivo của Ý đã ca ngợi Guardiola là cầu thủ dưới 21 tuổi xuất sắc nhất thế giới. "Dream Team" của Cruyff tiếp tục giữ được chức vô địch La Liga trong các mùa giải mùa giải 1992–93 và 1993–94. Đội một lần nữa lọt vào trận chung kết UEFA Champions League 1994, nhưng bị AC Milan của Fabio Capello đánh bại 4–0 ở Athens. Cruyff rời đi vào năm 1996, khi Barcelona đứng thứ tư trong mùa giải mùa giải 1994–95 và thứ ba trong mùa giải 1995–96, nhưng Guardiola vẫn giữ được vị trí ở trung tâm hàng tiền vệ của Barcelona.
Trong mùa giải 1996–97, Barcelona, lần này do Bobby Robson dẫn dắt, đã giành được ba cúp: Copa del Rey, Supercopa de España và European Cup Winners' Cup. Năm 1997, Guardiola được bổ nhiệm làm đội trưởng Barcelona dưới thời tân huấn luyện viên Louis van Gaal, nhưng chấn thương cơ bắp chân đã khiến Guardiola phải nghỉ thi đấu phần lớn mùa giải 1997–98, mùa giải mà Barcelona giành được cú đúp vô địch quốc gia và cúp quốc gia. Vào cuối mùa giải, Barcelona từ chối lời đề nghị từ Roma và Parma (khoảng 300 triệu peseta) cho Guardiola. Sau những cuộc đàm phán hợp đồng kéo dài và phức tạp, ông ký hợp đồng mới với Barcelona kéo dài thời gian ở lại của ông đến năm 2001.
Guardiola trở lại thi đấu vào mùa giải tiếp theo và Barcelona một lần nữa vô địch La Liga. Vào ngày 8 tháng 6 năm 1998, Guardiola trải qua cuộc phẫu thuật để cố gắng giải quyết chấn thương bắp chân kéo dài, nguyên nhân khiến ông bỏ lỡ FIFA World Cup 1998 cho Tây Ban Nha. Một mùa giải 1999–2000 đáng thất vọng một lần nữa kết thúc bằng cuộc phẫu thuật, Guardiola vắng mặt trong ba tháng cuối mùa giải vì chấn thương trật mắt cá chân nghiêm trọng.
Vào ngày 11 tháng 4 năm 2001, đội trưởng của Barcelona tuyên bố ý định rời câu lạc bộ sau 17 năm thi đấu. Ông nói rằng đó là một quyết định cá nhân và một phần là phản ứng với những gì ông coi là bóng đá đang đi theo một hướng mới, thể chất hơn. Vào ngày 24 tháng 6 năm 2001, Guardiola chơi trận cuối cùng với Barcelona trong trận đấu cuối cùng của mùa giải với Celta Vigo. Guardiola đã chơi 479 trận trong 12 mùa giải cho đội một, giành 16 danh hiệu. Trong cuộc họp báo sau trận đấu với Celta, ông nói: "Đó là một hành trình dài. Tôi hạnh phúc, tự hào, hạnh phúc với cách mọi người đối xử với tôi và tôi đã có được nhiều bạn bè. Tôi không thể yêu cầu nhiều hơn nữa. Tôi đã có nhiều năm ở cùng với các cầu thủ xuất sắc. Tôi không đến để làm nên lịch sử mà để làm nên lịch sử của chính mình." Một số tiền vệ tương lai của Barcelona, bao gồm Xavi, Andrés Iniesta và Cesc Fàbregas, đã ca ngợi Guardiola là hình mẫu và người hùng của họ.

### 2001–2006: Sự nghiệp những năm sau
Sau khi rời Barcelona vào năm 2001 ở tuổi 30, Guardiola gia nhập đội Serie A Brescia với tư cách là người thay thế Andrea Pirlo trong vai trò tiền vệ lùi sâu, nơi ông chơi cùng Roberto Baggio dưới sự dẫn dắt của huấn luyện viên Carlo Mazzone. Sau thời gian làm việc tại Brescia, Guardiola chuyển đến Roma. Tuy nhiên, thời gian ở Ý của ông không thành công và bao gồm lệnh cấm 4 tháng vì xét nghiệm dương tính với nandrolone (ông đã được xóa bỏ mọi cáo buộc vào năm 2009).
Sau sự nghiệp với Brescia và Roma, năm 2003, Guardiola chơi ở Qatar với Al-Ahli từ Doha ở Qatar Stars League. Vào năm 2005–06, ông từ chối lời đề nghị từ một số câu lạc bộ châu Âu vì ông cảm thấy sự nghiệp thi đấu của mình sắp kết thúc.
Năm 2006, Juan Manuel Lillo được bổ nhiệm làm huấn luyện viên câu lạc bộ Mexico Dorados. Lillo đã tuyển dụng Guardiola để chơi cho câu lạc bộ khi ông đang học quản lý trường học ở Axocopán, Atlixco, Puebla. Guardiola đã chơi với Dorados trong sáu tháng, nhưng bị giới hạn 10 lần ra sân vì chấn thương, trước khi giải nghệ. Ông đã ghi một bàn thắng cho câu lạc bộ.

## Sự nghiệp quốc tế

### Tây Ban Nha
Guardiola ra mắt đội tuyển vào tháng 10 năm 1992; cùng năm đó, ông là đội trưởng Tây Ban Nha khi họ giành được huy chương vàng tại Thế vận hội Olympic Barcelona. Cùng năm đó, anh đã giành được Giải thưởng Bravo, giải thưởng dành cho cầu thủ dưới 21 tuổi xuất sắc nhất thế giới. Từ năm 1992 đến năm 2001, Guardiola đã ra sân hơn 47 lần và ghi được 5 bàn thắng cho đội tuyển quốc gia đội tuyển Tây Ban Nha. Ông là thành viên của đội tuyển Tây Ban Nha trong World Cup 1994, nơi họ lọt vào tứ kết, thua 2-1 trước Ý. Ông không được lòng Javier Clemente, huấn luyện viên của Tây Ban Nha, do những bất đồng và đã bỏ lỡ Euro 1996. Ông bị một chấn thương đe dọa sự nghiệp vào năm 1998, khiến ông không thể tham dự World Cup 1998, nhưng sau đó ông đã chơi ở Euro 2000, nơi ông dẫn dắt Tây Ban Nha đến lại một trận tứ kết nữa, lần này để thua Pháp với tỷ số tương tự, 2–1. Ông dẫn dắt hàng tiền vệ Tây Ban Nha cho đến lần xuất hiện cuối cùng vào ngày 14 tháng 11 năm 2001, trong chiến thắng 1–0 trong trận giao hữu với Mexico; ông đã ghi bàn thắng quốc tế cuối cùng của mình vào lưới Thụy Điển trong trận hòa 1-1 trong lần ra sân thứ 45 của ông.

### Catalonia
Guardiola đã đại diện và vận động cho Đội tuyển bóng đá quốc gia Catalonia. Từ năm 1995 đến 2005, ông chơi bảy trận đấu giao hữu cho Catalonia.

## Hồ sơ cầu thủ

### Phong cách thi đấu
Guardiola là một cầu thủ có tính sáng tạo cao, chăm chỉ, nhanh nhẹn và thanh thoát, có khả năng dự đoán tốt, nhận thức chiến thuật và khả năng đọc trận đấu; trong suốt sự nghiệp của mình, ông thường được bố trí ở vị trí trung tâm hoặc tiền vệ phòng ngự ở phía trước tuyến sau của đội mình,
 mặc dù ông cũng có khả năng chơi nhiều ở vai trò tiền vệ tấn công hơn. Mặc dù ông có khả năng phòng ngự tốt và có thể gây áp lực lên đối thủ để phá vỡ lối chơi và giành bóng hiệu quả thông qua tinh thần đồng đội và vị trí phòng ngự, ông cũng có xu hướng phạm lỗi nhiều; như vậy, và một phần cũng do thể chất mảnh mai của mình, ông thường hoạt động như một tiền vệ lùi sâu trước hàng phòng ngự, nơi ông thể hiện xuất sắc nhờ khả năng kỹ thuật và lối chơi chuyền bóng thông minh, hiệu quả, chính xác. Ông cũng thỉnh thoảng lùi sâu hơn để hoạt động như một trung vệ bổ sung trong đội hình 3–4–3 linh hoạt của Cruyff tại Barcelona. Mặc dù không có tốc độ đáng chú ý, khả năng rê bóng, khả năng không chiến hay thể chất hoặc thể lực mạnh mẽ, Guardiola vẫn được đánh giá cao trong suốt sự nghiệp của mình nhờ tầm nhìn, khả năng kiểm soát chặt chẽ, phạm vi chuyền bóng, ý thức chọn vị trí và sự điềm tĩnh khi cầm bóng, cũng như tốc độ suy nghĩ của ông, điều này cho phép ông giữ quyền kiểm soát dưới áp lực và thiết lập nhịp độ chơi của đội ông ở hàng tiền vệ bằng những pha phố hợp lần đầu tiên nhanh chóng và phức tạp, hoặc chuyển đổi lối chơi hoặc tạo cơ hội với những đường chuyền dài hơn. Vai trò của ông cũng được ví như metodista ("trung vệ", trong biệt ngữ bóng đá Ý), do khả năng điều khiển lối chơi ở hàng tiền vệ cũng như hỗ trợ đội của ông phòng ngự.
Guardiola có khả năng trở thành một mối đe dọa tấn công nhờ khả năng thực hiện các pha chạy tấn công hoặc sút bóng chính xác từ xa; ông cũng rất hiệu quả trong việc tạo ra cơ hội hoặc sút trúng đích từ những tình huống cố định. Từng là đội trưởng của cả Barcelona và đội tuyển quốc gia Tây Ban Nha, ông cũng nổi bật với khả năng lãnh đạo trong suốt sự nghiệp của mình. Tuy nhiên, bất chấp khả năng thi đấu của mình, ông cũng được biết đến là người dễ bị chấn thương trong suốt sự nghiệp của mình.

### Đón nhận
Phong cách chơi của Guardiola, dựa vào sự sáng tạo, kỹ thuật và chuyển động bóng, thay vì thể chất và tốc độ, đã truyền cảm hứng cho một số tiền vệ kiến tạo lối chơi nhỏ người người Tây Ban Nha trong tương lai, chẳng hạn như Xavi, Andrés Iniesta, và Cesc Fàbregas, người mô tả ông là "thần tượng" của mình. Thay vào đó, Pirlo mô tả Guardiola là "hình mẫu" cho vị trí mà chính ông đảm nhiệm ở sâu trong hàng tiền vệ. Cựu chủ tịch Barcelona Joan Laporta từng mô tả Guardiola là "tiền vệ trung tâm xuất sắc nhất trong lịch sử của chúng tôi". Johan Cruyff coi ông là một trong những tiền vệ xuất sắc nhất trong thế hệ của ông, quan điểm được lặp lại bởi Richard Jolly của FourFourTwo và Marco Frattino, người sau này đã tuyên bố vào năm 2018: "Hai mươi năm trước, [...] Pep Guardiola là một trong những tiền vệ xuất sắc nhất thế giới."  Năm 2001, người đại diện của ông, Josè Maria Orobitg, đã mô tả ông là người giỏi nhất thế giới trong việc điều khiển nhịp độ và nhịp điệu lối chơi của đội mình.
Miguel Val của Marca coi Guardiola là một trong những cầu thủ Tây Ban Nha vĩ đại nhất mọi thời đại, mô tả ông là "bộ não của Dream Team Barcelona dưới thời Johan Cruyff" vào năm 2020. Federico Aquè mô tả ông là một trong những tiền vệ kiến thiết lùi sâu xuất sắc nhất bóng đá châu Âu trong thời kỳ đỉnh cao của ông, trong khi Lee Bushe của 90min.com thậm chí còn đưa anh vào danh sách "Những tiền vệ kiến thiết lùi sâu giỏi nhất mọi thời đại" vào năm 2020.
Một số cầu thủ, đồng đội và thành viên ban huấn luyện cũ của Guardiola, chẳng hạn như Xabi Alonso, Xavi, Luis Enrique, Erik ten Hag và Mikel Arteta, đã theo đuổi sự nghiệp huấn luyện và coi Guardiola như niềm cảm hứng.

## Sự nghiệp huấn luyện

### Barcelona

#### Đội B
Ngày 21 tháng 6 năm 2007, Guardiola được bổ nhiệm làm huấn luyện viên của Barcelona B với trợ lý là Tito Vilanova. Dưới sự dẫn dắt của ông, đội sau đó đã giành chiến thắng ở Tercera División qua đó đủ điều kiện tham dự vòng play-off Segunda División B và sau đó giành quyền thăng hạng. Tháng 5 năm 2008, chủ tịch Barcelona bấy giờ là Joan Laporta đã thông báo rằng Guardiola sẽ trở thành huấn luyện viên trưởng của Barcelona thay thế Frank Rijkaard.

#### 2008–09: Mùa đầu tiên với đội và cú ăn 3 lịch sử
Sau khi được bổ nhiệm, Guardiola đã gây chú ý khi loại bỏ các ngôi sao như Ronaldinho, Deco và một vài cầu thủ đã qua thời đỉnh cao phong độ. Samuel Eto'o ban đầu cũng nằm trong kế hoạch nhưng cuối cùng vẫn được giữ lại.
Cùng với giám đốc thể thao Barcelona bấy giờ - Txiki Begiristain, Guardiola đã đem về một số nhân tố mới như Dani Alves và Seydou Keita đến từ Sevilla, Martín Cáceres từ Villarreal, Gerard Piqué trở về từ Manchester United và Alexander Hleb đến từ Arsenal. Cùng với những cầu thủ mới, Guardiola đã đưa các cầu thủ như Sergio Busquets, Pedro và Jeffrén, ... từ Barca B lên đội một.
Trận đấu chính thức đầu tiên của Guardiola với tư cách là huấn luyện viên trưởng là ở vòng loại thứ ba của Champions League,  Barcelona dễ dàng đánh bại câu lạc bộ Ba Lan Wisła Kraków 4–0 ở lượt đi trên sân nhà. Sau đó, họ thua 1–0 ở lượt về, nhưng đi tiếp với chiến thắng chung cuộc 4–1.
Đội mới thăng hạng Numancia đã đánh bại Barcelona trong trận mở màn của La Liga 2008–09, nhưng sau đó đội bóng của Guardiola đã có chuỗi hơn 20 trận bất bại để vươn lên dẫn đầu giải đấu. Barcelona duy trì vị trí dẫn đầu bảng xếp hạng La Liga và giành chức vô địch khi đối thủ cạnh tranh Real Madrid để thua Villarreal vào ngày 16 tháng 5 năm 2009. Trong mùa giải đó họ cũng đánh bại Real Madrid 6–2 ngay tại Santiago Bernabéu. Chức vô địch La Liga là danh hiệu thứ hai trong mùa giải đầu tiên của Guardiola tại câu lạc bộ. Trước đó, vào ngày 13 tháng 5, Barcelona đã giành chức vô địch Cúp Nhà vua khi đánh bại Athletic Bilbao với tỷ số 4–1 trong trận chung kết.
Trong trận chung kết Champions League, Barcelona đã đánh bại Manchester United với tỷ số 2–0. Qua đó, họ đã trở thành câu lạc bộ Tây Ban Nha đầu tiên giành được cúp quốc nội, giải đấu và danh hiệu câu lạc bộ châu Âu (cú ăn ba) trong cùng một mùa giải. Guardiola trở thành huấn luyện viên trẻ nhất vô địch Champions League ở tuổi 37. Mùa giải giành cú ăn ba được coi là một trong những mùa giải thành công nhất trong lịch sử câu lạc bộ.

#### 2009–10: 6 danh hiệu trong 1 năm dương lịch
Mùa giải thứ hai của Guardiola bắt đầu bằng chiến thắng trước Athletic Bilbao ở Siêu cúp Tây Ban Nha và Shakhtar Donetsk ở Siêu cúp Châu Âu. Vào ngày 19 tháng 12, Barcelona vô địch FIFA Club World Cup lần đầu tiên trong lịch sử sau khi đánh bại Estudiantes với tỉ số 2-1.
Guardiola kết thúc năm dương lịch với kỷ lục sáu danh hiệu gồm La Liga, Copa del Rey, UEFA Champions League, Siêu cúp Tây Ban Nha, Siêu cúp Châu Âu và FIFA Club World Cup và trở thành huấn luyện viên đầu tiên trong lịch sử làm được điều này. Ông đã đồng ý gia hạn hợp đồng thêm một năm để ở lại Barcelona cho đến hết mùa giải 2010–11.
Vào tháng 2 năm 2010, Guardiola đã có trận đấu thứ 100 cho đội một của Barcelona với tư cách huấn luyện viên trưởng. Kỷ lục của ông là 71 trận thắng, 19 trận hòa và 10 trận thua, với 242 bàn thắng và 76 bàn thua. Ngày 10 tháng 4 năm 2010, ông trở thành huấn luyện viên đầu tiên trong lịch sử Barcelona đánh bại Real Madrid bốn lần liên tiếp tại El Clásico. Barcelona cũng đã lọt vào bán kết Champions League mùa 2009–10, nhưng để thua 3–2 chung cuộc trước Inter Milan của José Mourinho. Mặc dù vậy, họ vẫn giành được danh hiệu La Liga thứ 20 với 99 điểm sau khi đánh bại Real Valladolid 4–0 trên sân nhà. Vào thời điểm đó, đây là tổng số điểm cao nhất từng đạt được trong số bất kỳ giải đấu lớn nào của châu Âu. Đây cũng là danh hiệu thứ 7 mà Guardiola đạt được cùng Barca với tư cách huấn luyện viên.

#### 2010–11: Danh hiệu Champions League thứ 2
Vào ngày 21 tháng 8, Barcelona đã đánh bại Sevilla với tổng tỷ số 5–3 để giành Siêu cúp Tây Ban Nha lần thứ hai liên tiếp.
Vào ngày 29 tháng 11 năm 2010, Barcelona đã đánh bại Real Madrid với tỷ số 5–0, mang về cho Guardiola chiến thắng thứ năm liên tiếp tại các trận El Clásico. Vào ngày 8 tháng 2 năm 2011, Guardiola đã chấp nhận lời đề nghị gia hạn hợp đồng một năm của câu lạc bộ với thời hạn đến tháng 6 năm 2012.
Vào ngày 11 tháng 5 năm 2011, Barcelona đã giành chức vô địch La Liga và là chức vô địch thứ ba liên tiếp của câu lạc bộ sau trận hòa 1–1 với Levante. Vào ngày 28 tháng 5, Barcelona đã đánh bại Manchester United với tỷ số 3–1 tại Wembley trong trận chung kết Champions League 2011.

#### 2011–12: Mùa giải cuối cùng
Mùa giải bắt đầu với chiến thắng 5–4 trước Real Madrid tại Siêu cúp Tây Ban Nha.
Ngày 26 tháng 8, Barcelona giành được chiếc cúp thứ hai trong mùa giải khi đánh bại Porto 2–0 tại Siêu cúp Châu Âu. Với chiếc cúp giành được trước Porto, ông đã trở thành người giữ kỷ lục mọi thời đại về số danh hiệu giành được nhiều nhất với tư cách là huấn luyện viên tại Barcelona với 12 danh hiệu chỉ trong ba năm.
Barcelona kết thúc năm dương lịch 2011 bằng chức vô địch FIFA Club World Cup, đánh bại câu lạc bộ Santos của Brazil với tỷ số 4–0 trong trận chung kết. Đây là danh hiệu thứ 13 của Guardiola trong tổng số 16 giải đấu đã tham gia.
Vào ngày 9 tháng 1 năm 2012, ông được vinh danh là Huấn luyện viên xuất sắc nhất năm của FIFA. Vào sinh nhật lần thứ 41 của mình, ông đã dẫn dắt đội bóng của mình giành chiến thắng 2–1 trước đối thủ truyền kiếp Real Madrid trong trận El Clásico.
Vào ngày 21 tháng 4, Guardiola đã để mất chức vô địch La Liga vào tay đội đầu bảng Real Madrid sau khi họ đánh bại chính Barcelona với tỷ số 2–1 và nới rộng khoảng cách dẫn trước trên bảng xếp hạng lên bảy điểm khi còn bốn trận đấu nữa.
Vào ngày 24 tháng 4, trận hòa 2–2 trên sân nhà trước Chelsea đã khiến Barcelona bị loại khỏi Champions League với tổng tỷ số 2–3 qua đó dừng bước tại bán kết. Guardiola đã phải đối mặt với những lời chỉ trích về chiến thuật và lựa chọn đội hình gần đây của mình. Vào ngày 27 tháng 4 năm 2012, ông tuyên bố sẽ từ chức huấn luyện viên của Barcelona vào cuối mùa giải 2011–12.
Guardiola tiếp tục dẫn dắt Barcelona giành chiến thắng trong các trận đấu La Liga còn lại của mùa giải, tiếp theo đó là chiến thắng 3–0 trong trận chung kết Copa del Rey. Kỷ lục 14 danh hiệu trong bốn mùa giải của ông đã giúp ông trở thành huấn luyện viên thành công nhất trong lịch sử Barcelona. Barcelona thông báo rằng ông sẽ được kế nhiệm bởi trợ lý của ông - Tito Vilanova, người sẽ bắt đầu dẫn dắt đội một vào đầu mùa giải 2012–13.

#### Nghỉ ngơi
Sau khi thời gian ở Barcelona kết thúc, Guardiola đã nghỉ ngơi một năm ở Thành phố New York.
Vào ngày 7 tháng 1 năm 2013, ông đã về thứ ba trong cuộc bầu chọn Huấn luyện viên xuất sắc nhất thế giới của FIFA năm 2012, sau Vicente del Bosque và José Mourinho. Trong một cuộc họp báo tại lễ trao giải Quả bóng vàng FIFA năm 2012 ở Zürich, Guardiola đã nói: "Tôi đã đưa ra quyết định sẽ quay lại công việc huấn luyện, nhưng ngoài điều đó ra thì chưa có quyết định nào khác. Tôi chưa có đội bóng nào để đến, nhưng tôi muốn quay lại làm huấn luyện viên.".

### Bayern Munich

#### 2013-2015: Các danh hiệu Bundesliga liên tiếp
Vào ngày 16 tháng 1 năm 2013, có thông báo rằng Guardiola sẽ tiếp quản vị trí huấn luyện viên của câu lạc bộ Bundesliga Bayern Munich sau mùa giải 2012–13, thay thế Jupp Heynckes. Ông đã có bài phát biểu đầu tiên tại cuộc họp báo của mình tại Bayern, vào ngày 24 tháng 6 năm 2013 bằng tiếng Đức và có buổi tập đầu tiên của mình hai ngày sau đó.
Trận đấu chính thức đầu tiên của ông là trận tranh Siêu cúp Đức với Borussia Dortmund của Jürgen Klopp, với thất bại 4–2 của Bayern. Chiếc cúp đầu tiên của ông với Bayern là Siêu cúp Châu Âu 2013, đánh bại đối thủ lâu năm José Mourinho - người vừa trở lại dẫn dắt Chelsea. Bayern đã đánh bại Chelsea với 10 người trong loạt sút luân lưu sau khi Manuel Neuer cản phá được cú đá của Romelu Lukaku.
Vào tháng 12 năm 2013, Guardiola đã giành được FIFA Club World Cup sau khi đánh bại Raja Casablanca tại Morocco.
Vào ngày 25 tháng 3 năm 2014, ông đã dẫn dắt Bayern đến chức vô địch Bundesliga thứ 23 của họ khi đánh bại Hertha Berlin với tỷ số 3–1. Với bảy trận đấu còn lại trong mùa giải, đó là chức vô địch sớm nhất trong lịch sử Bundesliga, phá vỡ kỷ lục mà Bayern của Heynckes đạt được ở mùa giải trước. Guardiola cũng phá kỷ lục của Karl-Heinz Feldkamp về chuỗi trận thắng dài nhất. Chuỗi trận thắng kết thúc ở con số 28 khi Augsburg đánh bại Bayern 1–0 ở vòng 29. Trận thua này cũng đã chấm dứt chuỗi 53 trận bất bại của Bayern.
Bayern gặp Real Madrid ở vòng bán kết Champions League nhưng đã để thua lượt đi 1–0 và lượt về 4–0. Trận lượt đi cũng là trận thua đầu tiên của Guardiola trên sân Santiago Bernabéu. Ông đã kết thúc mùa giải 2013–14 bằng chức vô địch DFB-Pokal.
Trong mùa giải 2014–15, Bayern để thua Siêu cúp Đức 2–0 trước Borussia Dortmund. Vào ngày 11 tháng 3 năm 2015, Bayern đánh bại Shakhtar Donetsk với tỷ số 7–0, cân bằng chiến thắng đậm nhất của họ trong lịch sử Champions League. Trong trận đấu thứ 100 của Guardiola với tư cách là huấn luyện viên, Bayern đã đánh bại Porto với tỷ số 6–1. Với chiến thắng này, Bayern đã lọt vào bán kết Champions League lần thứ tư liên tiếp.
Vào ngày 28 tháng 4 năm 2015, Bayern đã bị loại khỏi Cúp quốc gia Đức trong loạt sút luân lưu khi Bayern đã sút hỏng cả bốn cú sút của họ. Trong trận bán kết lượt đi Champion League với Barcelona, Bayern đã thua 3–0 và không có một cú sút trúng đích nào trong trận đấu. Lần đầu tiên trong sự nghiệp, Guardiola thua bốn trận liên tiếp (bao gồm cả trận thua trong loạt sút luân lưu). Trận bán kết lượt về Champion League, Bayern giành chiến thắng 3-2, tuy nhiên để thua chung cuộc 5-3 và tiếp tục dừng bước tại bán kết Champion League lần thứ hai liên tiếp.

#### 2015-16: Cú ăn 2 quốc nội thứ 2 và mùa giải cuối
Mùa giải 2015–16 bắt đầu vào ngày 1 tháng 8 năm 2015 khi Bayern thua trong loạt sút luân lưu trước Wolfsburg ở Siêu cúp Đức.
Ở Bundesliga, Bayern đã thắng mười trận đầu tiên. Lần đầu tiên họ đánh rơi điểm ở giải đấu là vào ngày 30 tháng 10 năm 2015 với tỷ số 0–0 trước Eintracht Frankfurt và trận thua đầu tiên của họ ở giải đấu là vào ngày 5 tháng 12 năm 2015 với tỷ số 3–1 trước Borussia Mönchengladbach.
Ở vòng bảng Champions League, Bayern đứng đầu bảng F khi thắng năm trong số sáu trận. Trận thua duy nhất của Bayern ở vòng bảng Champions League là trước Arsenal vào ngày 20 tháng 10. Đây là trận thua đầu tiên của Bayern trên mọi đấu trường trong mùa giải 2015–16.
Vào ngày 20 tháng 12, Bayern xác nhận rằng Guardiola sẽ rời câu lạc bộ sau khi hợp đồng của ông hết hạn vào cuối mùa giải và  Carlo Ancelotti là người thay thế ông.
Vào ngày 3 tháng 5 năm 2016, Bayern Munich của Guardiola đã thua Atlético Madrid của Diego Simione ở bán kết Champions League, qua đó chấm dứt cơ hội cuối cùng để ông giành chức vô địch Champions League cùng với câu lạc bộ xứ Bavaria.

### Manchester City

#### 2016-2017: Chuyển tới Anh và mùa giải đầu tiên
Vào ngày 1 tháng 2 năm 2016, Manchester City thông báo đã ký hợp đồng ba năm với Guardiola bắt đầu từ mùa giải 2016–17.
Guardiola đã đưa về một số cầu thủ quan trọng vào kì chuyển nhượng mùa hè, bao gồm các tiền vệ İlkay Gündoğan từ Borussia Dortmund, tiền đạo Nolito từ Celta Vigo cùng cầu thủ chạy cánh Leroy Sané từ Schalke 04 và trung vệ John Stones từ Everton. Ông cũng gây tranh cãi khi thay thế thủ môn bắt chính lâu năm của City là Joe Hart bằng Claudio Bravo từ câu lạc bộ cũ Barcelona.
Vào ngày 13 tháng 8 năm 2016, Guardiola giành chiến thắng trong trận đấu đầu tiên của mình tại Premier League, khi Man City đánh bại Sunderland với tỷ số 2–1. Vào ngày 11 tháng 9, Guardiola đã giành chiến thắng đầu tiên trong trận derby Manchester với tư cách là huấn luyện viên trong chiến thắng 2–1 của City tại Old Trafford, đây cũng là chiến thắng thứ sáu của ông trước "kỳ phùng địch thủ" José Mourinho.
Man City là đội dẫn đầu khi bước vào kỳ nghỉ lễ, nhưng phong độ của họ sa sút dần sau đó. Đội bóng để thua Everton 0–4 vào ngày 15 tháng 1 năm 2017, đây cũng là thất bại lớn nhất từ trước đến nay của Guardiola trong một giải đấu quốc nội. Từ ứng viên vô địch, đội phải chịu cảnh ganh đua vị trí trong top 4 với Liverpool và Arsenal. Cuối cùng, chiến thắng 5-0 trước Watford đã giúp Man City kết thúc mùa 2016-17 với vị trí thứ 3 và được dự vòng bảng Champions League mùa sau.
Ở đấu trường châu Âu, City của Guardiola đã bị loại sớm ở vòng 16 đội Champions League bởi Monaco theo luật bàn thắng sân khách sau khi hòa 6–6 sau hai lượt trận. Lượt về của trận đấu là trận đấu thứ 100 của Guardiola với tư cách là một huấn luyện viên ở một giải đấu châu Âu và ông đã đạt được cột mốc đó với thành tích tốt nhất trong số các huấn luyện viên, khi giành được 61 trận thắng và 23 trận hòa (tốt hơn một trận hòa so với người giữ kỷ lục trước đó là Louis van Gaal). Sau trận thua Arsenal ở bán kết FA Cup, Guardiola đã kết thúc mùa giải mà không có danh hiệu nào lần đầu tiên trong sự nghiệp huấn luyện của mình.

#### 2018-2020: Cú ăn 3 quốc nội và sự thất vọng tại Champions League
Guardiola đã xác định các khu vực phòng ngự cần cải thiện cho Manchester City trong kỳ chuyển nhượng mùa hè để cạnh tranh cho chức vô địch, đặc biệt là ở vị trí thủ môn và hậu vệ cánh. Do Bravo liên tục mắc sai lầm trong mùa giải trước, Ederson đã được đưa về và trở thành lựa chọn số một trong khung gỗ. Các hậu vệ cánh Benjamin Mendy và Kyle Walker đã được ký hợp đồng, đồng thời ông cũng loại bỏ các cựu binh như Aleksandar Kolarov, Gaël Clichy, Bacary Sagna và Pablo Zabaleta. Ngoài ra, Bernardo Silva và Danilo cũng được mua về từ Monaco và Real Madrid.
Vào ngày 25 tháng 2 năm 2018, Man City đã giành được Cúp EFL sau khi đánh bại Arsenal 3–0 trong trận chung kết, đây là danh hiệu đầu tiên của Guardiola với câu lạc bộ. Vào ngày 15 tháng 4, Man City trở thành nhà vô địch Giải bóng đá Ngoại hạng Anh mùa 2017–18 sau trận thua 1–0 trên sân nhà của Manchester United trước West Bromwich Albion. Sau khi kết thúc mùa giải với kỷ lục 100 điểm, Guardiola đã ký hợp đồng mới với Man City có kỳ hạn đến năm 2021.
Trong mùa giải thứ ba của Guardiola với tư cách là huấn luyện viên, Manchester City đã ký hợp đồng với Riyad Mahrez từ Leicester City với mức phí chuyển nhượng 60 triệu bảng Anh. Vào ngày 5 tháng 8 năm 2018, City bắt đầu mùa giải với chiến thắng 2–0 trước nhà vô địch Cúp FA Chelsea trong trận tranh Siêu cúp Anh.
Vào ngày 24 tháng 2 năm 2019, đội của Guardiola đã đấu với Chelsea trong trận chung kết Cúp Liên đoàn Anh được tổ chức tại Wembley. Trận đấu kết thúc với tỷ số 0–0 sau hiệp phụ và Manchester City đã giành chiến thắng 4–3 trên chấm phạt đền để giành chiếc cúp này trong năm thứ hai liên tiếp.
Vào ngày 9 tháng 4, Man City đối đầu với Tottenham Hotspur trong trận lượt đi vòng tứ kết Champions League, được tổ chức tại sân vận động mới của Tottenham. Trận đấu kết thúc với thất bại 0–1 cho City. Trận lượt về được tổ chức tại Etihad, đội của Guardiola đã đánh bại Tottenham với tỷ số 4–3, với bàn thắng thứ năm vào phút cuối của City đã bị từ chối một cách gây tranh cãi. Do tổng tỷ số là hòa 4–4, Tottenham đã vào bán kết nhờ luật bàn thắng trên sân khách.
Vào ngày 12 tháng 5, Guardiola đã bảo vệ thành công chức vô địch Premier League. Đội của ông kết thúc mùa giải với 98 điểm, hơn Liverpool một điểm, sau chiến thắng 4–1 trước Brighton & Hove Albion trong trận đấu cuối cùng của mùa giải.
Vào ngày 18 tháng 5, Man City đã đánh bại Watford với tỷ số 6–0 trong trận chung kết Cúp FA và trở thành đội bóng nam đầu tiên ở Anh giành cú ăn ba trong nước.
Guardiola đã thực hiện hai thương vụ lớn trong kỳ chuyển nhượng mùa hè năm 2019 với hậu vệ João Cancelo từ Juventus với giá 27,4 triệu bảng cộng với Danilo và tiền vệ Rodri từ Atlético Madrid với mức phí 62,8 triệu bảng - một kỷ lục của câu lạc bộ. Những bản hợp đồng này có nghĩa là giá trị đội hình của City đã vượt quá 1 tỷ euro và trở thành câu lạc bộ bóng đá đầu tiên trên thế giới tập hợp một đội hình có giá trị này.
Vào ngày 4 tháng 8 năm 2019, City bắt đầu mùa giải với chiến thắng trong loạt sút luân lưu trước Liverpool ở Community Shield, giành cúp trong năm thứ hai liên tiếp. Vào ngày 1 tháng 3, Manchester City đã đánh bại Aston Villa với tỷ số 2–1 trong trận chung kết EFL Cup 2020, giành chức vô địch giải đấu này trong mùa giải thứ ba liên tiếp. Man City về nhì sau Liverpool tại Premier League 2019–20 sau thời gian tạm nghỉ vào mùa xuân do đại dịch COVID-19.
Ở đấu trường châu Âu, sau khi đánh bại Real Madrid ở vòng 16 đội Champions League 2019–20, đội của Guardiola đã đối đầu với Lyon ở vòng tứ kết loại trực tiếp vào ngày 15 tháng 8 năm 2020. City thua trận với tỷ số 1–3 và bị loại ở vòng tứ kết trong mùa giải thứ ba liên tiếp.

#### 2020-2024: 4 chức vô địch Premier League liên tiếp, vô địch Champions League và ăn 3 châu lục
Mùa giải 2020–21 chứng kiến hàng phòng ngự của City được cải thiện đáng kể so với các mùa giải trước, chỉ để thủng lưới một bàn sau 12 trận đã đấu.
Vào ngày 19 tháng 11 năm 2020, Guardiola đã ký hợp đồng mới có thời hạn hai năm với Manchester City cho đến mùa hè năm 2023. Ông đã giành chiến thắng trong trận đấu thứ 500 với tư cách là huấn luyện viên sau khi Man City đánh bại Sheffield United 1–0 trên sân nhà tại Premier League vào ngày 31 tháng 1 năm 2021, đây là trận đấu thứ chín mà City giành chiến thắng trong tháng 1, trở thành đội có nhiều trận thắng nhất trong một tháng ở bốn hạng đấu cao nhất của bóng đá Anh kể từ khi Football League bắt đầu vào năm 1888. Sau chiến thắng 3–1 trước Swansea City tại FA Cup vào ngày 10 tháng 2, đội của Guardiola đã phá kỷ lục về chuỗi trận thắng dài nhất trong lịch sử bóng đá hàng đầu của Anh với 15 chiến thắng liên tiếp trên mọi đấu trường.
Guardiola giành chức vô địch Premier League thứ ba vào ngày 11 tháng 5 sau thất bại trên sân nhà của Manchester United trước Leicester City, hai tuần sau khi đánh bại Tottenham Hotspur 1–0 trong trận chung kết Cúp EFL 2021 để giành cúp lần thứ tư liên tiếp.
Vào ngày 29 tháng 5, Manchester City đã chơi trận chung kết Champions League lần đầu tiên trong lịch sử của họ nhưng để thua Chelsea 0–1. Sau trận đấu, Guardiola đã bị chỉ trích vì lựa chọn đội hình của mình và không cho một tiền vệ phòng ngự ra sân. Huấn luyện viên trưởng của Chelsea, Thomas Tuchel cũng thừa nhận rằng ông đã rất ngạc nhiên khi không thấy tiền vệ Fernandinho có tên trong đội hình xuất phát của Man City.
Trong kỳ chuyển nhượng mùa hè năm 2021, Manchester City đã phá vỡ kỷ lục chuyển nhượng của Anh khi ký hợp đồng với tiền vệ Jack Grealish của Aston Villa với giá 100 triệu bảng Anh. Vào ngày 25 tháng 9, ông đã vượt qua Les McDowall để trở thành huấn luyện viên có nhiều trận thắng nhất trong lịch sử Manchester City sau chiến thắng 1–0 trên sân khách trước Chelsea tại Premier League. Vào ngày 22 tháng 5 năm 2022, Manchester City đã giành chức vô địch Premier League sau chiến thắng 3–2 trước Aston Villa. Đây là danh hiệu ngoại hạng thứ tư của Guardiola cùng câu lạc bộ, đưa ông lên vị trí thứ hai trong danh sách những huấn luyện viên có nhiều danh hiệu Premier League nhất.
Trong mùa 2022–23, Man City thay thế Raheem Sterling, Gabriel Jesus, Oleksandr Zinchenko, Fernandinho và Zack Steffen sắp ra đi bằng các bản hợp đồng gồm Erling Haaland, Kalvin Phillips, Manuel Akanji, Sergio Gómez và Stefan Ortega. Vào ngày 20 tháng 5 năm 2023, Manchester City vô địch Premier League 2022–23 sớm 3 trận đấu sau trận thua của Arsenal trước Nottingham Forest, đây là danh hiệu thứ 5 của họ dưới thời Guardiola và danh hiệu thứ 3 liên tiếp.
Vào ngày 3 tháng 6 năm 2023, câu lạc bộ đã giành được Cúp FA thứ hai dưới thời Guardiola sau chiến thắng 2–1 trước đối thủ Manchester United trong trận chung kết để đạt được cú đúp quốc nội.
Vào ngày 10 tháng 6 năm 2023, ông đã dẫn dắt câu lạc bộ đến chức vô địch Champions League đầu tiên và là chức vô địch thứ ba của cá nhân ông, sau chiến thắng 1–0 trước Inter Milan trong trận chung kết, hoàn thành cú ăn ba châu lục của đội bóng.
Vào ngày 16 tháng 8 năm 2023, Guardiola đã giành được danh hiệu Siêu cúp châu Âu thứ tư khi đội bóng thành Manchester đánh bại Sevilla 5–4 trên chấm phạt đền sau khi hòa 1–1.
Vào ngày 22 tháng 12, Guardiola đã dẫn dắt Man City đến chiếc cúp FIFA Club World Cup đầu tiên của họ, khi họ đánh bại Fluminense 4–0 trong trận chung kết và trở thành câu lạc bộ Anh đầu tiên giành được năm danh hiệu trong một năm dương lịch. Với thành tích này, Guardiola đã trở thành huấn luyện viên đầu tiên trong lịch sử giành được bốn danh hiệu FIFA Club World Cup. Sau trận đấu, Guardiola tuyên bố rằng ông "có cảm giác [...] sẽ khép lại chương này, chúng tôi đã giành được tất cả các danh hiệu, không còn gì để giành nữa. Tôi có cảm giác công việc đã hoàn thành, mọi chuyện đã kết thúc".
Chiến dịch bảo vệ chức vô địch Champions League của Man City đã kết thúc ở vòng tứ kết sau khi để thua 4–3 trên chấm luân lưu sau trận hòa chung cuộc 4–4 với Real Madrid - đội mà Man City đã đánh bại 5–1 ở bán kết Champions League mùa trước đó, qua đó chấm dứt hy vọng giành cú ăn ba liên tiếp của Man City.
Vào ngày 19 tháng 5 năm 2024, Man City đánh bại West Ham với tỷ số 3–1 vào ngày cuối cùng của mùa giải để giành chức vô địch Premier League thứ tư liên tiếp với 91 điểm, hơn Arsenal hai điểm, trở thành câu lạc bộ Anh đầu tiên giành bốn chức vô địch giải đấu hàng đầu liên tiếp. Một tuần sau, Man City để thua Manchester United 2–1 trong trận chung kết Cúp FA, qua đó chấm dứt cơ hội giành cú đúp quốc nội liên tiếp của họ.

#### 2024-hiện tại: Suy thoái và các thách thức mới
Mùa giải 2024–25 của Manchester City ban đầu phản ánh thành công của chiến dịch trước đó, khi City giành Siêu cúp Anh lần đầu tiên kể từ năm 2019 và bắt đầu mùa giải với chuỗi chín trận bất bại. Tuy nhiên, vận may của đội đã đi xuống sau trận thua 1–2 trước Tottenham Hotspur ở vòng bốn của Cúp EFL. Thất bại này đánh dấu sự khởi đầu của một giai đoạn khó khăn cho câu lạc bộ, khi họ chỉ thắng một trong mười ba trận tiếp theo trên mọi đấu trường.
Vào ngày 9 tháng 11 năm 2024, Man City bị Brighton đánh bại 2–1, điều này có nghĩa là lần đầu tiên trong sự nghiệp quản lý của mình, Guardiola đã phải chịu bốn trận thua liên tiếp trong thời gian thi đấu chính thức. Vào ngày 22 tháng 11 năm 2024, Guardiola đã ký gia hạn hợp đồng hai năm với câu lạc bộ, theo đó ông sẽ ở lại Etihad cho đến năm 2027, bất chấp những đồn đoán lan rộng trước đó rằng ông có thể không gia hạn hợp đồng và có thể rời câu lạc bộ vào cuối mùa giải Premier League 2024–25. Tuy nhiên, một ngày sau đó, Guardiola đã phải chịu thất bại nặng nề nhất trên sân nhà với tư cách là huấn luyện viên trưởng của Manchester City trong trận thua 4–0 trước Tottenham Hotspur.
Để cải thiện phong độ, Man City đã đưa về Omar Marmoush của Eintracht Frankfurt với giá chuyển nhượng 59 triệu bảng, tiếp theo là Vitor Reis của Palmeiras với giá 29,6 triệu bảng và Abdukodir Khusanov của RC Lens với giá 33,6 triệu bảng.
Trước khi kỳ chuyển nhượng mùa đông khép lại, Man City đã chiêu mộ tiền vệ trung tâm Nico González từ FC Porto với giá 50 triệu bảng, tương đương với điều khoản giải phóng hợp đồng của cầu thủ này.
Vào ngày 19 tháng 2 năm 2025, Manchester City đã bị loại khỏi Champions League sau khi thua chung cuộc 3-6 trước Real Madrid. Guardiola đã công khai chỉ trích màn trình diễn của chính mình và nói rằng ông sẽ không ở lại câu lạc bộ nếu ông phát hiện mình là nguồn gốc của vấn đề.
Cúp FA giờ là cơ hội thực tế duy nhất của Man City để giành danh hiệu quốc nội trong mùa giải. Man City đã đánh bại với các đối thủ hạng dưới và giành quyền vào tứ kết, nơi họ được bốc thăm làm khách trước đối thủ Premier League lần đầu tiên trong mùa giải đó là Bournemouth. Vào ngày 30 tháng 3, Manchester City đã giành chiến thắng trong trận tứ kết Cúp FA trước Bournemouth với tỷ số 2–1, lội ngược dòng với cả hai bàn thắng được kiến tạo bởi tài năng trẻ Nico O'Reilly, người chơi ở vị trí hậu vệ trái thay vì vị trí tiền vệ thường thấy của mình.
Vào ngày 6 tháng 4, trận derby Manchester lần thứ 196 đã kết thúc với tỷ số hòa 0–0 tại Old Trafford khiến Man City đứng thứ 5 trên bảng xếp hạng Premier League, kém Chelsea một điểm và hơn Aston Villa một điểm, còn Newcastle đứng thứ 7, kém hai điểm nhưng còn hai trận trong tay.
Ba chiến thắng liên tiếp tại Premier League trước Crystal Palace, Everton và Aston Villa đã giúp Man City tiếp tục cuộc đua giành quyền tham dự Champions League.
Vào ngày 27 tháng 4, Man City đã đánh bại Nottingham Forest với tỷ số 2–0 tại sân vận động Wembley với các bàn thắng của Rico Lewis và Joško Gvardiol để giành quyền vào chung kết Cúp FA lần thứ ba liên tiếp nhưng sau đó thất bại 0-1 trước Crystal Palace. Sau trận đấu, Pep Guardiola đã bị chỉ trích vì cách bố trí đội hình khác thường.
Sau cùng, Man City kết thúc mùa giải EPL 2024–25 ở vị trí thứ ba, đảm bảo suất tham dự UEFA Champions League với chiến thắng 2–0 trước Fullham tại vòng đấu cuối. Đây cũng là mùa giải mà Pep và Man City không đạt được danh hiệu nào kể từ mùa 2016-2017.

## Hồ sơ huấn luyện

### Chiến thuật
Thứ bóng đá của Guardiola thường được biết đến dưới tên gọi "Juego de Posicion" trong tiếng Tây Ban Nha hay "Positional Play" trong tiếng Anh, dịch ra nôm na là "định hướng vị trí".
Trong bóng đá, hai thành tố quan trọng nhất là không gian và thời gian. Trên blog của mình, học giả Clarissa Barcala từng mô tả "Positonal Play" là trường phái bóng đá xuất phát từ ý tưởng rằng một cầu thủ trước tiên phải chiếm dụng một không gian nhất định trên sân để từ đó làm chủ thời gian cho những hành động của cầu thủ, với mục đích cuối cùng là kiểm soát quả bóng. Hiểu đơn giản, trong trường phái định hướng vị trí, yếu tố thời gian đi trước không gian và mục đích cuối cùng là làm chủ quả bóng.
Là một tiền vệ phòng ngự khi còn chơi bóng, Guardiola từng tuyên bố ông ghét phải chơi cặp với một đối tác cụ thể. Điều này làm giảm không gian của ông trên sân, ngăn cản ông điều tiết lối chơi như mong muốn, giới hạn cách ông định vị bản thân và hơn tất cả, vi phạm nguyên tắc cơ bản nhất của ông khi là một cầu thủ: tính toán đường chuyền tiếp theo trước khi nhận bóng.
Hai tiền vệ phòng ngự đứng trước hai trung vệ sẽ tạo ra một góc vuông cứng nhắc trong quá trình xây dựng lối chơi, trong khi một tiền vệ trụ đơn độc, trên lý thuyết, sẽ nhận được các đường chuyền chéo ngắn khi quay lưng, với tầm nhìn hướng về phía trước.
Hoạt động một mình ở vị trí nguy hiểm nhất trên sân không dễ dàng. Nó đòi hỏi khả năng phán đoán, thể hình tốt, năng lực giữ bóng, xoay tư thế linh hoạt, kỹ năng chuyền bóng hoàn hảo và hơn tất cả, khả năng đọc trận đấu và đưa ra quyết định nhanh.
Khi bắt đầu huấn luyện với đội Barcelona B, Guardiola đã tìm thấy những phẩm chất đó ở cầu thủ trẻ tài năng Sergio Busquets. Tại Bayern, với tiền vệ của họ đã quen với hệ thống 4-2-3-1, ông chuyển đổi hậu vệ cánh Philipp Lahm thành tiền vệ cầm nhịp đơn độc. Hiện tại thì Man City có Rodri, Guardiola rất yêu thích những cầu thủ như thế, vì họ thoải mái làm việc độc lập ở vị trí cơ sở của tuyến giữa, giải phóng một tiền vệ để tạo ra các tam giác chuyền bóng tự nhiên phía sau.
Mặc dù chú trọng nhiều đến việc giữ bóng và điều khiển lối chơi, với mục đích khiến hàng phòng ngự đối phương đuổi theo bóng trong thời gian dài, các đội của Guardiola cũng nổi tiếng vì khả năng áp sát khi đối thủ có bóng (pressing). Các cầu thủ dồn ép và gây áp lực lên đối phương nhằm cố gắng giành lại quyền sở hữu bóng. Việc áp sát tập thể này chỉ được thực hiện ở phần sân thứ ba của đối phương, nơi có ít không gian hơn và các hậu vệ và/hoặc thủ môn có thể không giỏi rê bóng hoặc chuyền bóng như một tiền vệ.
Khi áp sát tầm cao trở nên phổ biến, Guardiola đã tìm cách chống lại nó với các thủ môn và hậu vệ thoải mái với việc kiểm soát bóng và phân phối bóng dài và ngắn, với thủ môn chẳng hạn như Víctor Valdés và Manuel Neuer cũng đóng vai thủ môn quét tại Barcelona và Bayern Munich, lao ra khỏi vòng cấm để ngăn chặn các đợt phản công và phát động tấn công. Tại Manchester City, Ederson thường xuyên có những đường phất bóng dài chính xác từ trên sân khi Man City bị áp sát tầm cao, đôi khi khiến toàn bộ đối phương phải xa bóng và tạo ra những tình huống 1 đối 1 cho các tiền đạo của Man City. Để tránh bị đánh bại bởi những đường chuyền tầm xa từ hàng phòng ngự của Man City, hàng phòng ngự đối phương sẽ thận trọng lùi sâu bất chấp sự áp sát tầm cao của tiền đạo, từ đó tạo ra khoảng trống ở giữa sân.

### Đón nhận
Được các  chuyên gia coi là một trong những huấn luyện viên vĩ đại nhất mọi thời đại, Guardiola thường được gắn liền với những thành công của đội tuyển quốc gia Tây Ban Nha và Đức trong thập niên 2010, cả hai đều có nhiều cầu thủ đội một do ông huấn luyện.
Jürgen Klopp khen ngợi Guardiola vì đã xây dựng nên những đội bóng khó chịu nhất mà ông từng đối mặt, nói rằng: "Tôi có thể nói City là đối thủ khó khăn nhất mà tôi từng gặp nhưng mọi chuyện cũng chẳng dễ dàng hơn nhiều khi tôi đối đầu với Bayern của Pep [..] Chúng tôi đẩy nhau đến những tầm cao mới."
Tuy nhiên, vào năm 2017, hậu vệ người Ý Giorgio Chiellini đã chỉ trích triết lý của Guardiola và bày tỏ niềm tin rằng sự phổ biến của phong cách chơi dựa trên kiểm soát bóng, gắn liền với Barcelona dưới thời Guardiola, và sự tập trung ngày càng tăng vào việc phát triển những hậu vệ cảm thấy thoải mái với quả bóng dưới chân họ từ khi còn trẻ ở Ý, trên thực tế đã có tác động tiêu cực đến khả năng phòng ngự tổng thể của họ. Anh nhận xét: "Guardiolismo [thuật ngữ anh đặt ra cho "phong cách Guardiola"] đã hủy hoại một thế hệ hậu vệ Ý một chút - bây giờ mọi người đều tìm cách tịnh tiến bóng lên, các hậu vệ biết cách thiết lập lối chơi và họ có thể chuyền bóng, nhưng họ không biết cách kèm người."

## Cuộc sống cá nhân
Guardiola là con của Dolors and Valentí. Ông có hai chị gái và một em trai, Pere Guardiola, một người đại diện bóng đá. Ông là một người vô thần. Guardiola gặp vợ Cristina Serra khi ông 18 tuổi. Họ kết hôn vào ngày 29 tháng 5 năm 2014. Họ có ba người con tên là Maria, Màrius và Valentina.
Sau nhiệm kỳ huấn luyện viên tại Barcelona, ông tuyên bố rằng ông sẽ chuyển đến Hoa Kỳ để sống ở Manhattan, New York trong một năm, cho đến khi ông quyết định được tương lai của mình. Để chuẩn bị cho vị trí huấn luyện viên của Bayern Munich, Guardiola đã học tiếng Đức từ 4 đến 5 giờ mỗi ngày.
Guardiola ủng hộ nền độc lập chính trị của Catalonia. Vào năm 2015, ông xác nhận rằng ông sẽ tham gia vào liên minh ủng hộ độc lập, Junts pel Sí, trong cuộc bầu cử quốc hội khu vực năm đó.
Vào ngày 24 tháng 5 năm 2023, Guardiola xuất hiện với tư cách khách mời trong Ted Lasso, trong đó đội của Ted Lasso (do Jason Sudeikis), AFC Richmond, thi đấu với Manchester City và giành chiến thắng. Guardiola bắt tay Lasso sau thất bại của Man City và đưa ra lời khuyên cho Lasso, và Lasso phản ứng tích cực. Guardiola được cho là một người hâm mộ của chương trình và thích xem nó cùng vợ và con gái.
Guardiola là một trong 13 nhân vật thể thao có tên trong Hồ sơ Pandora do Liên đoàn nhà báo điều tra quốc tế (ICIJ) xuất bản. Ông đã mở một tài khoản ở công quốc Andorra cho đến năm 2012, lợi dụng lệnh ân xá thuế mà chính phủ bảo thủ của Mariano Rajoy đã ban hành ở Tây Ban Nha để điều chỉnh tình hình tài chính của ông. Cho đến thời điểm đó, ông vẫn chưa khai báo số tiền có trong tài khoản đó với Cơ quan thuế Tây Ban Nha.

## Thống kê sự nghiệp

### Câu lạc bộ
| Câu lạc bộ          | Mùa giải            | Giải đấu                 | Giải đấu | Giải đấu | Cúp quốc gia | Cúp quốc gia | Châu lục | Châu lục | Khác | Khác | Tổng cộng | Tổng cộng |
| Câu lạc bộ          | Mùa giải            | Hạng đấu                 | Trận     | Bàn      | Trận         | Bàn          | Trận     | Bàn      | Trận | Bàn  | Trận      | Bàn       |
| ------------------- | ------------------- | ------------------------ | -------- | -------- | ------------ | ------------ | -------- | -------- | ---- | ---- | --------- | --------- |
| Barcelona C         | 1988–89             | Segunda División B       | 8        | 1        | 0            | 0            | —        | —        | —    | —    | 8         | 1         |
| Barcelona B         | 1989–90             | Segunda División B       | 11       | 0        | 0            | 0            | —        | —        | —    | —    | 11        | 0         |
| Barcelona B         | 1990–91             | Segunda División B       | 33       | 3        | —            | —            | —        | —        | 6    | 0    | 39        | 3         |
| Barcelona B         | 1991–92             | Segunda División         | 9        | 2        | —            | —            | —        | —        | —    | —    | 9         | 2         |
| Barcelona B         | Tổng cộng           | Tổng cộng                | 53       | 5        | 0            | 0            | —        | —        | 6    | 0    | 59        | 5         |
| Barcelona           | 1990–91             | La Liga                  | 4        | 0        | 0            | 0            | —        | —        | —    | —    | 4         | 0         |
| Barcelona           | 1991–92             | La Liga                  | 26       | 0        | 0            | 0            | 11       | 0        | 2    | 0    | 39        | 0         |
| Barcelona           | 1992–93             | La Liga                  | 28       | 0        | 3            | 1            | 5        | 0        | 3    | 0    | 39        | 1         |
| Barcelona           | 1993–94             | La Liga                  | 34       | 0        | 3            | 0            | 9        | 0        | 2    | 0    | 48        | 0         |
| Barcelona           | 1994–95             | La Liga                  | 24       | 2        | 2            | 0            | 6        | 0        | 2    | 0    | 34        | 2         |
| Barcelona           | 1995–96             | La Liga                  | 32       | 1        | 7            | 0            | 8        | 1        | —    | —    | 47        | 2         |
| Barcelona           | 1996–97             | La Liga                  | 38       | 0        | 6            | 0            | 7        | 1        | 2    | 0    | 53        | 1         |
| Barcelona           | 1997–98             | La Liga                  | 6        | 0        | 1            | 0            | 5        | 0        | 2    | 0    | 14        | 0         |
| Barcelona           | 1998–99             | La Liga                  | 22       | 1        | 3            | 0            | 1        | 0        | 0    | 0    | 26        | 1         |
| Barcelona           | 1999–2000           | La Liga                  | 25       | 0        | 2            | 0            | 12       | 1        | 2    | 0    | 41        | 1         |
| Barcelona           | 2000–01             | La Liga                  | 24       | 2        | 6            | 1            | 7        | 0        | —    | —    | 37        | 3         |
| Barcelona           | Tổng cộng           | Tổng cộng                | 263      | 6        | 33           | 2            | 71       | 3        | 15   | 0    | 382       | 11        |
| Brescia             | 2001–02             | Serie A                  | 11       | 2        | 0            | 0            | —        | —        | —    | —    | 11        | 2         |
| Roma                | 2002–03             | Serie A                  | 4        | 0        | 0            | 0            | 1        | 0        | —    | —    | 5         | 0         |
| Brescia             | 2002–03             | Serie A                  | 13       | 1        | 0            | 0            | —        | —        | —    | —    | 13        | 1         |
| Al-Ahli             | 2003–04             | Qatar Stars League       | 18       | 2        | ?            | 0            | —        | —        | ?    | ?    | 18+       | 2         |
| Al-Ahli             | 2004–05             | Qatar Stars League       | 18       | 3        | ?            | 1            | ?        | 1        | ?    | ?    | 18+       | 5         |
| Al-Ahli             | Tổng cộng           | Tổng cộng                | 36       | 5        | ?            | 1            | ?        | 1        | ?    | ?    | 36+       | 7         |
| Dorados             | 2005–06             | Mexican Primera División | 10       | 1        | ?            | ?            | —        | —        | —    | —    | 10+       | 1+        |
| Tổng cộng sự nghiệp | Tổng cộng sự nghiệp | Tổng cộng sự nghiệp      | 398      | 21       | 33+          | 3+           | 72+      | 4        | 21+  | 0    | 524+      | 28+       |

1. ↑  Bao gồm Copa del Rey, Coppa Italia, Qatar Emir Cup
2. ↑  Ra sân tại vòng playoffs lên hạng của Segunda División B
3. ↑  Ra sân tại European Cup
4. 1 2 3 4 5 6  Ra sân tại Supercopa de España
5. ↑  4 lần ra sân tại UEFA Champions League, 1 lần ra sân tại European Super Cup
6. ↑  2 lần ra sân tại Supercopa de España, 1 lần ra sân tại Intercontinental Cup
7. 1 2 3 4 5 6  Số lần ra sân tại UEFA Champions League
8. 1 2  Ra sân tại UEFA Cup
9. ↑  Ra sân tại UEFA Cup Winners' Cup
10. ↑  Ra sân tại Arab Champions League

### Quốc tế
| # | Ngày                 | Địa điểm                                    | Đối thủ   | Bàn thắng | Kết quả | Giải đấu                 |
| - | -------------------- | ------------------------------------------- | --------- | --------- | ------- | ------------------------ |
| 1 | 16 tháng 12 năm 1992 | Ramón Sánchez Pizjuán, Sevilla, Tây Ban Nha | Latvia    | 2–0       | 5–0     | Vòng loại World Cup 1994 |
| 2 | 27 tháng 6 năm 1994  | Soldier Field, Chicago, Hoa Kỳ              | Bolivia   | 1–0       | 3–1     | World Cup 1994           |
| 3 | 14 tháng 12 năm 1996 | Mestalla, Valencia, Tây Ban Nha             | Nam Tư    | 1–0       | 2–0     | Vòng loại World Cup 1998 |
| 4 | 12 tháng 2 năm 1997  | José Rico Pérez, Alicante, Tây Ban Nha      | Malta     | 1–0       | 4–0     | Vòng loại World Cup 1998 |
| 5 | 3 tháng 6 năm 2000   | Ullevi, Göteborg, Thụy Điển                 | Thụy Điển | 1–0       | 1–1     | Giao hữu                 |

## Danh hiệu

### Cầu thủ
Barcelona B
- Segunda División B: 1990–91

Barcelona
- La Liga: 1990–91, 1991–92, 1992–93, 1993–94, 1997–98, 1998–99
- Copa del Rey: 1996–97[99]
- Supercopa de España: 1991, 1992, 1994, 1996
- European Cup: 1991–92
- UEFA Cup Winners' Cup: 1996–97
- European Super Cup: 1992

U23 Tây Ban Nha
- Thế vận hội Mùa hè: 1992

### Huấn luyện viên
Barcelona B
- Tercera División: 2007–08

Barcelona
- La Liga: 2008–09, 2009–10, 2010–11
- Copa del Rey: 2008–09, 2011–12
- Supercopa de España: 2009, 2010, 2011
- UEFA Champions League: 2008–09, 2010–11
- UEFA Super Cup: 2009, 2011
- FIFA Club World Cup: 2009, 2011

Bayern Munich
- Bundesliga: 2013–14, 2014–15, 2015–16
- DFB-Pokal: 2013–14, 2015–16
- UEFA Super Cup: 2013
- FIFA Club World Cup: 2013

Manchester City
- Premier League: 2017–18, 2018–19, 2020–21, 2021–22, 2022–23, 2023–24
- FA Cup: 2018–19, 2022–23
- EFL Cup: 2017–18, 2018–19, 2019–20, 2020–21
- FA Community Shield: 2018, 2019, 2024
- UEFA Champions League: 2022–23
- UEFA Super Cup: 2023
- FIFA Club World Cup: 2023

Khác
- Huấn luyện viên xuất sắc nhất năm do tạp chí World Soccer bình chọn: 2009, 2011